# WELCOME2MYROOM
「WELCOME2MYROOM」（ウェルカムトゥマイルーム）は、2004年1月21日に発売した、RHYMESTERのメジャー7枚目のシングル。アルバム『グレイゾーン』の先行シングル。

## 収録曲
1. WELCOME2MYROOM
(作詞：D.Sakama, S.Sasaki / 作曲：J.Yamamoto)
  - クレイジーケンバンドが演奏参加。曲のテーマは「パーソナルな事柄を異常なまでの押し出し」[1]としてある通り、それぞれのMC達の生活の様子や生き方を表した内容になっている。ミュージック・ビデオの監督は番場秀一。
2. ザ・グレート・アマチュアリズム (oops! 2 mystery men warehouse's head banger remix)
(作詞：S.Sasaki, D.Sakama, J.Yamamoto / 作曲：D.Sakama, 竹内朋康)